# Бабенцова Олена Вікторівна
Оле́на Ві́кторівна Бабенцо́ва — київський — живописець і графік. Член Національної спілки художників з 1986 року. Працює у галузі станкового живопису, графіки, настінного розпису.
Народилася 21.05.1955 року в м Київ. Донька В. Бабенцова. У 1980 р. закінчила навчання в Київському художньому інституті, де навчалася під керівництвом В. Шаталіна. З 1980 року по 1990 працювала у Київському творчо-виробничому об'єднанні «Художник». Починаючи з 1980 р. бере участь виставках різного рівня, від республіканських до всеукраїнських. А починаючи з 1990 р. бере участь в зарубіжних виставках. Персональні виставки проходили в 1995, 1999, 2001 рр. в м Київ. Твори зберігаються у фондах Національної спілки художників, Черкаського краєзнавчого музею, Культурологічному центрі Українського товариства охорони пам'яток історії та культури.

## Основні твори
«Рибстан. Надвечір'я» (1981), «Осінь. Шипшина» (1984), «Спогади» (1985), «Новобудови Києва» (1986), «Люди та фарби» (1988), «Страх відкритого простору» (1989), «Благовіщення І», «Осінь» (обидва — 1990), «Передчуття весни» (1992), «Таїнство І», «Таїнство ІІ» (обидва — 1995), «Фермата–3» (1996), «Синопсія–11» (1996), «Анданте», «Presto», «Передчуття весни» (всі — 1997), «Мінливе світло», «Мінливість» (обидва — 1998), «Осінь 16–09» (1999), цикл «Опус — 01. 01. 00 — 22. 12. 02» (2000–02).